# СССР на летних Паралимпийских играх 1988
СССР впервые участвовал на летних Паралимпийских играх 1988 и был представлен 22 спортсменами в двух видах спорта — лёгкая атлетика и плавание. Вадим Калмыков завоевал в Сеуле четыре золота — в прыжках в высоту, длину, тройном прыжке и пятиборье. Тамара Панькова выиграла сразу три золотые медали в соревнованиях по легкой атлетике. Советские спортсмены завоевали 56 медалей, из которых 21 золотая.

## Медали
| Золото  |                          |                                             |
| №       | Спортсмены               | Вид спорта (дисциплина)                     |
| 1       | Витаутас Гирнюс          | Легкая атлетика (Метание копья, B1)         |
| 2       | Витаутас Гирнюс          | Легкая атлетика (Пятиборье, B1)             |
| 3       | Рима Баталова            | Легкая атлетика (400 м., B2)                |
| 4       | Рима Баталова            | Легкая атлетика (800 м., B2)                |
| 5       | Олег Шепель              | Легкая атлетика (Прыжки в высоту, B3)       |
| 6       | Олег Шепель              | Легкая атлетика (Прыжки в длину, B3)        |
| 7       | Олег Шепель              | Легкая атлетика (Пятиборье, B3)             |
| 8       | Раиса Журавлёва          | Легкая атлетика (100 м., B2)                |
| 9       | Раиса Журавлёва          | Легкая атлетика (Прыжки в длину, B2)        |
| 10      | Раиса Журавлёва          | Легкая атлетика (Пятиборье, B2)             |
| 11      | Вадим Калмыков           | Легкая атлетика (Прыжки в высоту, B2)       |
| 12      | Вадим Калмыков           | Легкая атлетика (Прыжки в длину , B2)       |
| 13      | Вадим Калмыков           | Легкая атлетика (Пятиборье, B2)             |
| 14      | Вадим Калмыков           | Легкая атлетика (Тройной прыжок, B2)        |
| 15      | Александр Мохир          | Легкая атлетика (Метание копья, B2)         |
| 16      | Александр Мохир          | Легкая атлетика (100 м., B2)                |
| 17      | Тамара Панькова          | Легкая атлетика (400 м., B1)                |
| 18      | Тамара Панькова          | Легкая атлетика (800 м., B1)                |
| 19      | Тамара Панькова          | Легкая атлетика (1500 м., B1)               |
| 20      | Виктор Рябоштан          | Легкая атлетика (100 м., B2)                |
| 21      | Виктор Рябоштан          | Легкая атлетика (400 м., B2)                |
| Серебро |                          |                                             |
| №       | Спортсмены               | Вид спорта (дисциплина)                     |
| 1       | Дануте Шмидек            | Легкая атлетика (800 м., B3)                |
| 2       | Раиса Журавлёва          | Легкая атлетика (Метание диска, B2)         |
| 3       | Александр Мохир          | Легкая атлетика (Пятиборье, B2)             |
| 4       | Анатолий Помыкалов       | Легкая атлетика (800 м., B2)                |
| 5       | Сергей Севастьянов       | Легкая атлетика (100 м., B)                 |
| 6       | Сергей Севастьянов       | Легкая атлетика (Тройной прыжок , B1)       |
| 7       | Сергей Севастьянов       | Легкая атлетика (Пятиборье, B1)             |
| 8       | Фарзат Тимербулатов      | Легкая атлетика (800 м., B2)                |
| 9       | Фарзат Тимербулатов      | Легкая атлетика (1500 м., B2)               |
| 10      | Олег Шер                 | Плавание (Спина, 100 м., B1)                |
| 11      | Олег Шер                 | Плавание (Вольный стиль, 100м., B1)         |
| 12      | Олег Шер                 | Плавание (Вольный стиль, 50 м., B1)         |
| 13      | Олег Шер                 | Плавание (Комплексное плавание, 200 м., B1) |
| 14      | Татьяна Шиповалова       | Плавание (Брасс, 50 м., B2)                 |
| 15      | Александр Гапон          | Плавание (Брасс, 100 м., B2)                |
| 16      | Александр Гапон          | Плавание (Брасс, 200 м.,B2)                 |
| 17      | Надежда Максимова        | Плавание (Вольный стиль, 50 м., B3)         |
| 18      | Владимир Сигидов         | Плавание (Брасс, 200 м., B1)                |
| 19      | Комбинированная эстафета | Плавание (4×100 м., B1-B3)                  |
| 20      | Эстафета                 | Плавание (Вольный стиль, 4×100 м., B1-B3)   |
| Бронза  |                          |                                             |
| №       | Спортсмены               | Вид спорта (дисциплина)                     |
| 1       | Дануте Шмидек            | Легкая атлетика (400 м., B3)                |
| 2       | Рима Баталова            | Легкая атлетика (100 м., B2)                |
| 3       | Андрей Колыванов         | Легкая атлетика (Метание копья, B3)         |
| 4       | Анатолий Помыкалов       | Легкая атлетика (400 м., B2)                |
| 5       | Анатолий Помыкалов       | Легкая атлетика (5000 м., B2)               |
| 6       | Виктор Рябоштан          | Легкая атлетика (Прыжок в длину , B1)       |
| 7       | Олег Шер                 | Плавание (Вольный стиль, 400 м., B1)        |
| 8       | Татьяна Шиповалова       | Плавание (Брасс, 100 м., B2)                |
| 9       | Татьяна Шиповалова       | Плавание (Брасс, 200 м., B2)                |
| 10      | Татьяна Шиповалова       | Плавание (Вольный стиль, 50 м., B2)         |
| 11      | Татьяна Шиповалова       | Плавание (Вольный стиль, 100м., B2)         |
| 12      | Татьяна Шиповалова       | Плавание (Комплексное плавание, 400 м., B2) |
| 13      | Михаил Капитонов         | Плавание (Вольный стиль, 50 м., B2)         |
| 14      | Надежда Максимова        | Плавание (Вольный стиль, 100 м., B3)        |
| 15      | Владимир Сигидов         | Плавание (Брасс, 100 м., B1)                |